# Johannes Hein

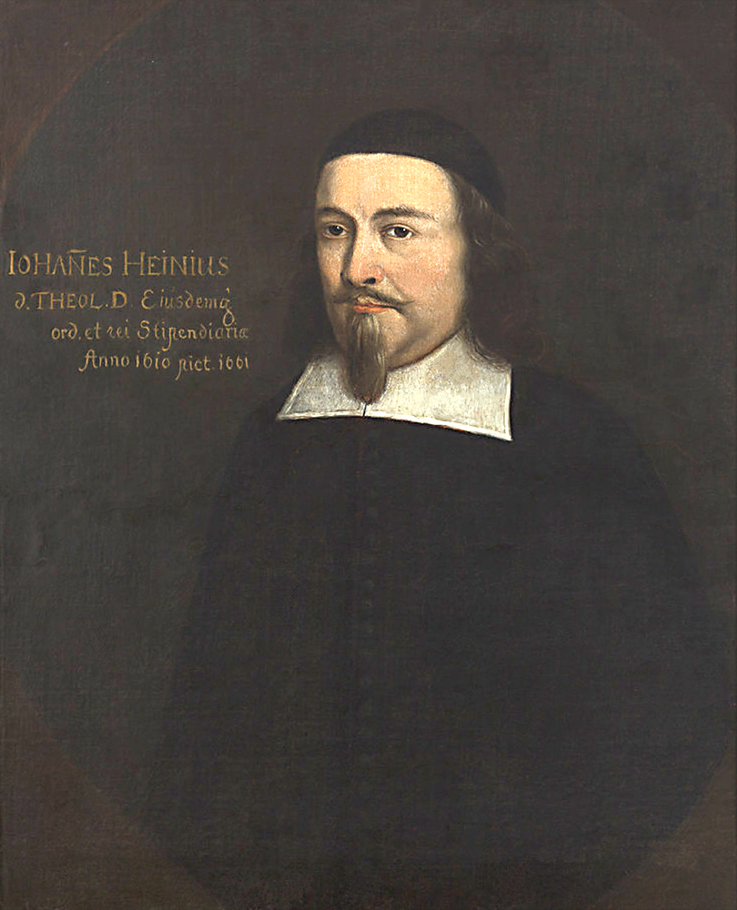
Johannes Hein

Johannes Hein auch: Heinius; (* 1610 in Gudensberg; † 19. Oktober 1686 in Marburg) war ein deutscher reformierter Theologe.

## Leben
Johannes wurde als Sohn des gleichnamigen Ratsherrn in Gudensberg und dessen Frau Anna Müller geboren. Nach dem Besuch der Schule seines Geburtsorts besuchte er ab dem 15. Oktober 1627 das Gymnasium in Herborn und absolvierte 1633 an der Universität Kassel seine ersten Studien. Im Anschluss bekleidete er einige Hauslehrerstellen und wurde 1642 als Professor der Philosophie und Pädagogarch an die Hohe Schule Herborn berufen. 1649 reiste er an die Universität Basel, wo er am 12. November 1649 zum Magister der Philosophie und Doktor der Theologie promoviert wurde.
Zurückgekehrt nach Herborn übernahm er die Professur der Theologie an der Hohen Schule und leitete ab dem 3. November 1651 als Rektor die Bildungseinrichtung. 1657 wurde er Leiter und Professor der Theologie des neu gegründeten Gymnasiums in Kassel. Da dieses aber wieder stillgelegt wurde, erhielt er am 6. Mai 1661 die zweite ordentliche Professur der Theologie an der Universität Marburg und wurde damit verbunden Ephorus der Hessischen Stipendiatenanstalt. 1684 stieg er in die erste theologische Professur auf. In Marburg beteiligte er sich auch an den organisatorischen Aufgaben der Hochschule. So lässt er sich 1665, 1672, 1676 als Dekan der theologischen Fakultät nachweisen, und 1665 war er Rektor der Alma Mater.

## Familie
Hein heiratete um 1656 seine Cousine Agnes Müller. Aus der Ehe stammen Kinder. Von diesen kennt man:
1. Sohn Johann Georg Hein (* ± 1658), Pfarrer in Böddiger bei Felsberg, 1685 gräflich Wittgensteinischer Hofprediger, ⚭ Sybille Mel, Tochter des Metropolitans in Gudensberg Johannes Mel
2. Sohn Gregor Hein (~ 16. März 1663 in Marburg)
3. Tochter Anna Sabine Hein (~ 24. Juni 1666 in Marburg; □ 13. März 1685 ebenda) ⚭ 14. September 1682 in Marburg mit dem Professor der Geschichte und Rhetorik an der Universität Marburg Maximilian Percelli (* 24. Januar 1648 in Trient; † 2. Dezember 1603 in Marburg)

## Werke (Auswahl)
Unter Heins wissenschaftlich-theologischen Wirksamkeit als Präside sind zahlreiche Arbeiten seiner Schüler in Herborn, Kassel und Marburg entstanden.
- Disp. metaphys. de distinctione. Basel, 1649
- Disp. theol. de Deo Ter optimo maximo. Basel, 1649
- Disp. theol. de sacramentis N.T. in genere & in specie. Resp. Aegidius Henning. Herborn, 1652
- Disp. metaph. I de cannonibus substantae. Resp. Johann Christian Schuchard. Kassel, 1657
- Disp. eth. I. continens problemata ethica. Resp. Bernhard Wilhelm Breul. Kassel, 1658
- Disp. log. VIIa de canonibus generis & speciei. Resp. Alexander von Dauber. Kassel, 1660
- Exercitatio miscellanea philosopho-theol. XXI quaestionibus comprehensa. Henr. Mart.  Eccardi, S.S. Theol. Dr. et Prof. Rint. disputatione priori de S. Eucharistia nuper editae opposita. Kassel, 1660
- Disp. physico-theol. de problemate: quare Spiritus S. in scriptura appellatur ignis, ut Matth. III, 11? Resp. Johann Georg Hartmann. Kassel, 1660
- Exercitationum theologicarum itemque philologicarum Volumen. Marburg, 1665
- Vindiciae praesentiae spiritualis contra Wigandum. Marburg, 1670
- Dissertatio Theologica Inauguralis De Libero Hominis Arbitrio. Resp. Johann Jacob Ganswetter[3]. Marburg, 1671, (Digitalisat)
- Dodecas Quaestionum Theologicarum Maximam partem Fundamentum Salutis spectantium, In quibus a Theologis Reformatis. Frankfurt am Main, 1676, (Digitalisat)